# آتشفشان اشمیت
آتشفشان اشمیت (انگلیسی: Schmidt) یک کوه آتشفشانی در شبه‌جزیره کامچاتکای کشور روسیه است.